# Häststridsvagn

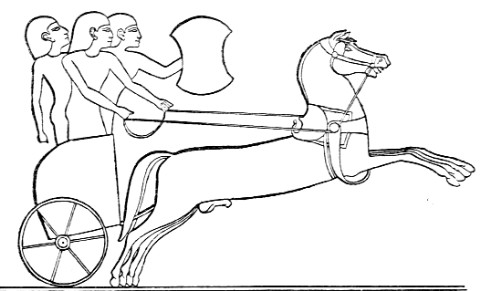
Egyptisk stridsvagn.

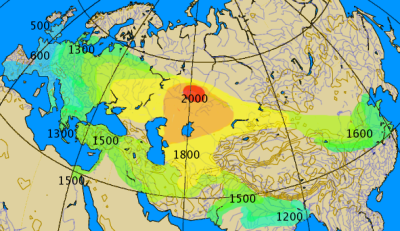
Ungefärlig karta av stridsvagnarnas utbredning, 2000–500 f.Kr.

Stridsvagn, var från forntid och antiken fram till tidig medeltid en tvåhjulig vagn, dragen bakom en eller flera hästar, avsedd för strid, jakt, eller kappkörning.

## Förhistorisk tid
I förhistorisk tid användes stridsvagnar på två hjul med en liten plattform som var omgiven av ett bröstvärn. De drogs vanligen av två hästar eller vildåsnor och var bemannade av två eller tre soldater. Från vagnarna besköt man fienden med pilbåge eller anföll med spjut eller spjutyxa. Vissa stridsvagnar kunde också ha järnliar som stack ut från hjulen och kunde meja ner fotsoldater som stod i närheten. Den svaga punkten var att stridsvagnarna bara kunde användas effektivt vid strid på öppna fält och inte i skogbevuxna områden. Starkt regn kunde också göra att hjulen fastnade i lerig mark. 
Stridsvagnar användes i strid från det andra årtusendet f.Kr., bland annat i det forntida Egypten, Centraleuropa, Främre Orienten, persiska riket och under vedatiden i Indien. De förekommer i Homeros beskrivningar av trojanska kriget, Gamla testamentet och på hällristningar från bronsåldern i Norden.

## Romerska riket

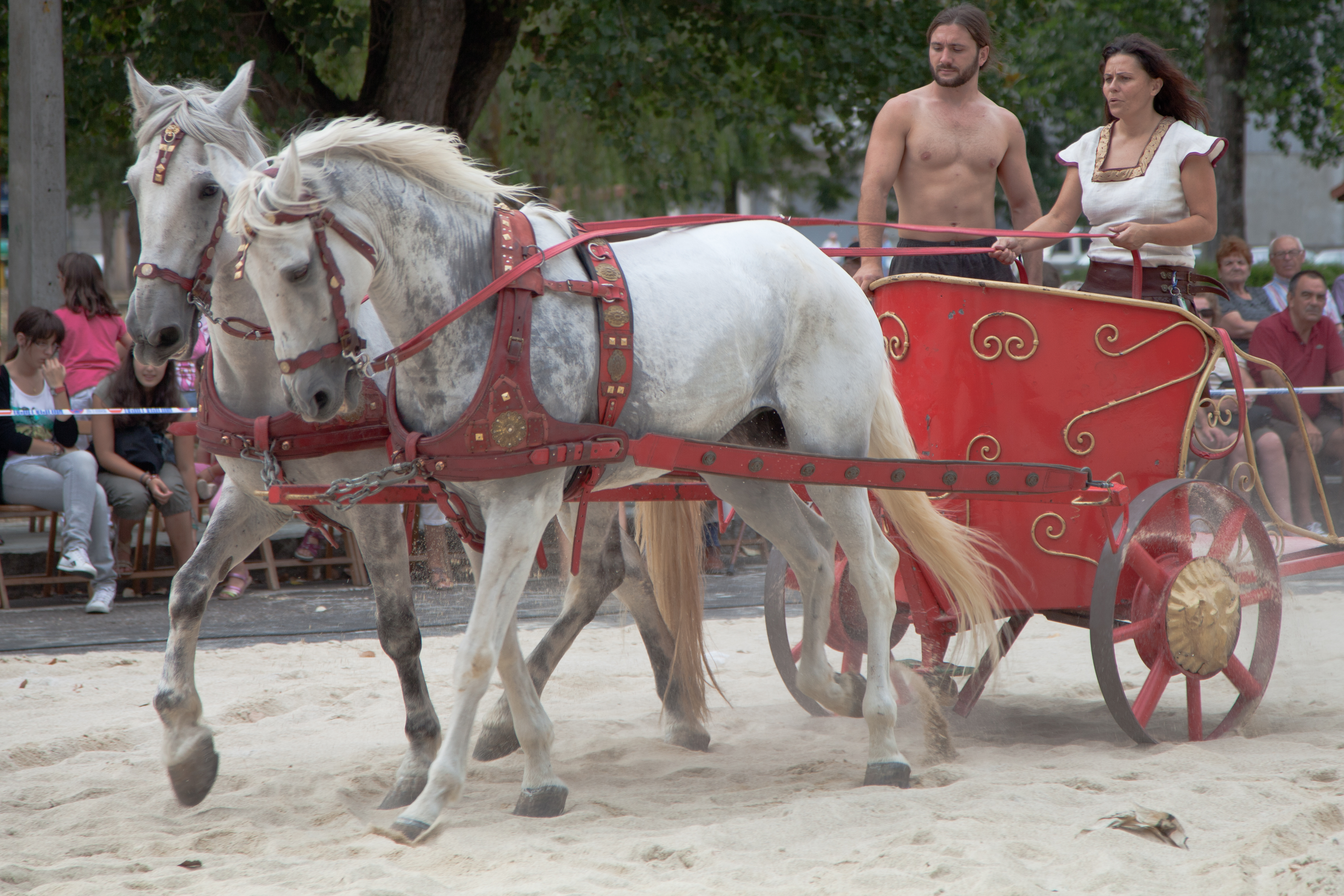
Rekonstruktion av romersk stridsvagn.

I Romerska riket användes stridsvagnar till kapplöpningar och hade förlorat sitt militära värde.
Ögonvittnet Julius Caesar beskrev 55 f.Kr. i sin bok om kriget i Gallien hur britannerna stred med sina stridsvagnar:
“Deras sätt att slåss med deras vagnar är detta: för det första kör de omkring i alla riktningar och kastar sina vapen och bryter allmänt fiendeleden med den fruktan hästarna ger och bullret från hjulen; och när de har arbetat sig in mellan trupperna hoppar de av från sina vagnar och kämpar till fots. Under tiden tas vagnarna bort från striden och placeras så att, om deras herrar blir övermannade av antalet fienden, de kan ha en färdig reträtt tillbaka till sina egna trupper. De visar alltså i strid hästarnas hastighet tillsammans med infanteriet och blir genom dagliga övningar och exercis sådana experter att de är vana vid att även på en sluttande eller brant terräng kontrollera sina hästar i snabb hastighet.”

## Hällristningar i Norden

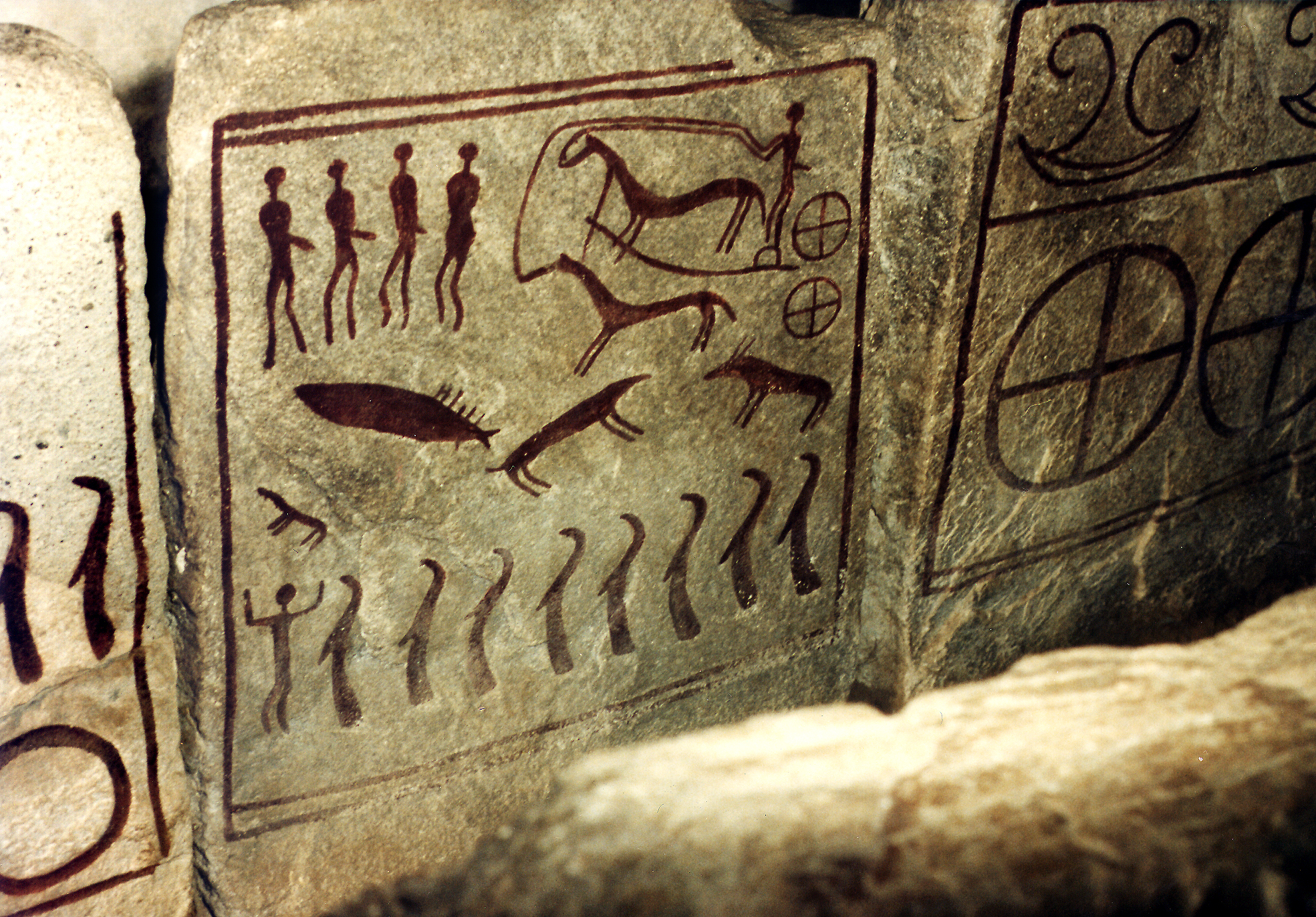
Kiviksgravens vagnsbild.

På ett flertal nordiska hällristningar från bronsåldern finns tvåhjulade vagnar med rund front, öppna baktill och dragna av två hästar. Vid Gryt i nordöstra Skåne finns 17 sådana bilder av vagnar, uppställda på en rad. En liknande vagn finns i ett av bildstensmotiven i Kiviksgraven. Forskare har i dessa bilder sett likheter med samtida stridsvagnsbilder från medelhavsområdet.
Under medeltiden kom stridsvagnar åter till användning av schweizare och husiter, och även i slaget vid Novara, 1513, förekom stora dylika, på vilka bågskyttar hade plats.